# Pallissa de Can Teixidor
Pallissa de Can Teixidor és una masia de Sant Martí de Llémena (Gironès) inclosa a l'Inventari del Patrimoni Arquitectònic de Catalunya.

## Descripció
Edifici adossat a la masia per mitjà d'un altre cos, un porxo adossat entre la casa i la pallissa i que aixopluga l'escala de pedra que porta al primer pis de la pallissa.
És de planta rectangular, parets de pedra amb arrebossat caigut, una nau, teulat a dues aigües i carener perpendicular a la façana principal. Els brancals de les parets són de pedra polida amb base i coronament. Dona a l'era i està situada a l'entrada del conjunt. És una masia antiga però que ha patit modificacions.

## Història
Data a la façana posterior: 1911.